# قانون پیشگیری از ستم به جانوران، ۱۹۶۰
قانون پیشگیری از ستم به جانوران، ۱۹۶۰ یک قانون مصوب دولت فدرال هند می باشد که به منظور پیشگیری از اعمال درد و رنج های غیرضروری به حیوانات و در راستای اصلاح قوانین مرتبط با پیشگیری از ظلم به حیوانات، به تصویب رسید. 